# 学校法人中京法律学園
学校法人中京法律学園（がっこうほうじん ちゅうきょうほうりつがくえん）は、中京法律専門学校（名古屋市東区）を運営する学校法人。

## 創立の歴史

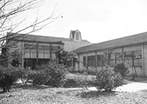
中京法律専門学校 旧校舎

1908年（明治41年）名古屋市で弁護士をしていた宮村隆治が、中京地区に向学青年の法律教育機関のないことを遺憾とし
、同志である弁護士・大住増蔵とはかり、時の名古屋控訴院長藤田隆三郎、同検事長手塚太郎に協賛を求め、法律学校の設立が発起された。そして、同年1月21日に学校設立を出願し、設営に着手することとなった。創立当事に資金が用意されていたわけではなく、すべて宮村氏の私財をもって賄われた。初代校長として藤田控訴院長を迎え、手塚検事長を初代評議員会議長として、陣容を整えた。藤田初代校長は、英吉利法律学校（現中央大学）設立者の一人であり、中央大学との提携に関わっている。
1909年（明治42年）12月1日学校設立許可となり、中京法律学校（現中京法律専門学校）を創立。同月2日より本校舎にて理事長をはじめ関係者、深野名古屋地方裁判所長、松田検事正、荒井判事、京都帝国大学法学部教授　雉本博士、神戸博士、勝本博士などの名士などを招き、開校式を開催。翌12月3日より、親族法の講義が開始し、順次民法・刑法などの一般法律と経済学の授業が行われた。
以後、100年以上にわたり、法律に特化した学校として運営されている。

## 設置学校
- 中京法律専門学校

## 提携校
- 中央大学

## 所在地
愛知県名古屋市東区徳川町1804番地